# Theraps wesseli
Theraps wesseli és una espècie de peix pertanyent a la família dels cíclids i a l'ordre dels perciformes.

## Descripció
Fa 8 cm de llargària màxima i és similar en color a Melanochromis auratus del llac Malawi a Àfrica, ja que és de color canyella a groc. Ambdós sexes tenen una franja negra i estreta que s'estén des dels ulls fins a la base de l'aleta caudal i que es troba acompanyada per dues bandes daurades (una per sobre i l'altra per sota). Extrems de les aletes dorsal i anal i de les escates al llarg dels flancs de color blau pàl·lid. Durant l'aparellament, el cos per sota de la franja negra i estreta es torna atzabeja en ambdós sexes abans de la fresa i dura fins que els alevins han abandonat el niu. És durant aquest període que la seua coloració és sorprenentment més similar a M. auratus. Distingir tots dos sexes és difícil, llevat de l'apogeu del ritual d'aparellament que és quan el color negre de la femella s'intensifica. Els alevins, en arribar a una polzada de longitud, ja són rèpliques exactes dels adults, la qual cosa és molt apreciada entre els aquariòfils perquè la majoria dels cíclids centreamericans són de color gris clar en la seua etapa com a joves.

## Hàbitat i distribució geogràfica
És un peix d'aigua dolça, bentopelàgic i de clima tropical, el qual viu a l'Amèrica Central: la conca del riu Papaloteca al vessant atlàntic d'Hondures (el departament d'Atlántida). Comparteix el seu hàbitat amb Poecilia mexicana, Alfaro huberi, Xiphophorus hellerii, Belonesox belizanus, Gambusia sp., Heterandria bimaculata, Phallichthys amates, Cryptoheros spilurus, Amphilophus robertsoni i Sicydium gymnogaster.

## Observacions
És inofensiu per als humans i el seu índex de vulnerabilitat és baix (10 de 100).